# Cantone di Bailleul-Nord-Est
Il Cantone di Bailleul-Nord-Est era una divisione amministrativa dell'arrondissement di Dunkerque.
È stato soppresso a seguito della riforma complessiva dei cantoni del 2014, che è entrata in vigore con le elezioni dipartimentali del 2015.
Comprendeva parte della città di Bailleul e i comuni di:
- Nieppe
- Saint-Jans-Cappel
- Steenwerck